# Rów (półwysep)

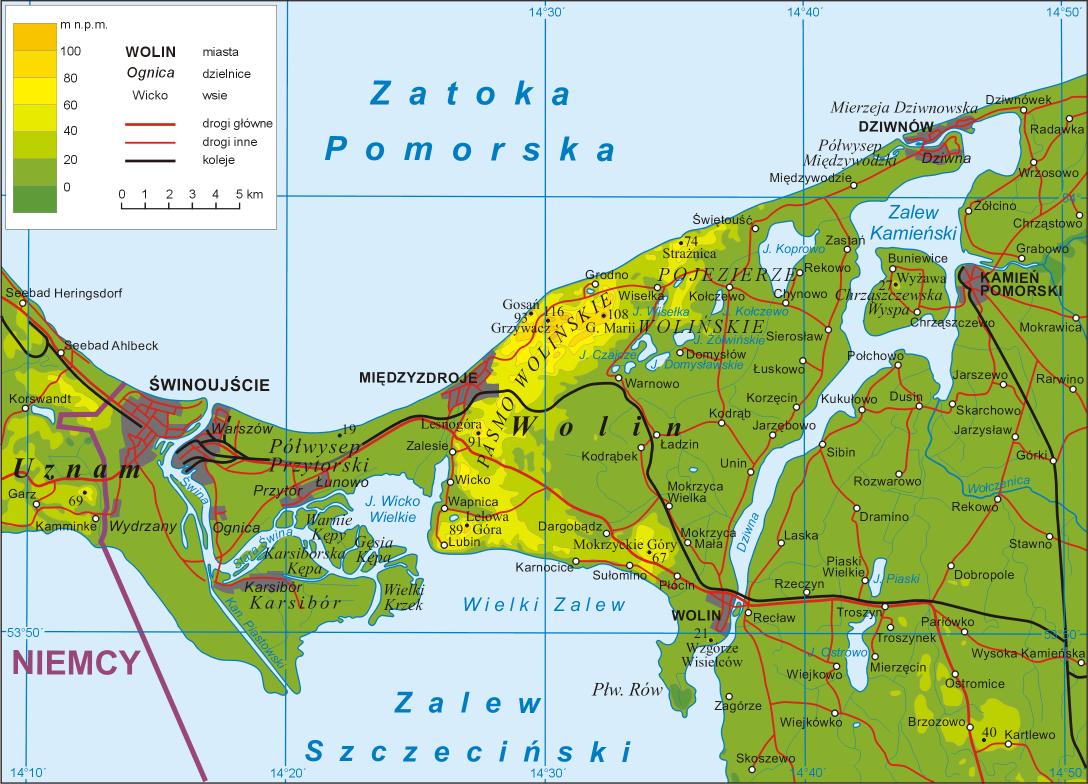
Mapa wyspy Wolin z widocznym półwyspem

Rów – półwysep stanowiący część wyspy Wolin, pomiędzy Zalewem Szczecińskim a cieśniną Głęboki Nurt. Obejmuje płaski obszar zbudowany z osadów organogenicznych i mineralnych. Półwysep zajmują łąki i pastwiska. Stanowi mikroregion obszaru Uznam i Wolin. Ma 3 km długości i 1 km szerokości. Stanowi najbardziej wysuniętą na południe część wyspy. Przy północno-zachodniej części półwyspu znajduje się zatoka Boleń. Na południe od półwyspu rozciąga się Zatoka Skoszewska.
Półwysep został włączony w całości do granic miasta Wolina, którego zabudowa miejska znajduje się na północy nad cieśniną Dziwną. 
Wskutek osadzania się mułów wypływających z Zalewu Szczecińskiego, półwysep ustawicznie się powiększa. Jest okresowo silnie zalewany zasolonymi wodami Zalewu Szczecińskiego.
W 1998 roku utworzono użytek ekologiczny „Półwysep Rów” w celu ochrony naturalnego cypla wcinającego się w głąb Zalewu Szczecińskiego, będącego miejscem występowania cennych gatunków roślin, m.in. storczyków i słonolubnych, a także gniazdowania i odpoczynku ptaków.
Półwysep został objęty specjalnym obszarem ochrony siedlisk „Wolin i Uznam” oraz obszarem specjalnej ochrony ptaków „Zalew Szczeciński”. Od 2005 roku należy też do Parku Natury Zalewu Szczecińskiego.
Nazwę Rów wprowadzono urzędowo rozporządzeniem w 1949 roku, zastępując poprzednią niemiecką nazwę półwyspu – Roof.